# Rue du Moulin-Joly
La rue du Moulin-Joly est une voie du 11e arrondissement de Paris, en France.

## Situation et accès
La rue du Moulin-Joly est une voie publique située dans le 11e arrondissement de Paris. Elle débute au 93, rue Jean-Pierre-Timbaud et se termine au 36-40, rue de l'Orillon.

## Origine du nom
La rue tire son nom de la présence d'un ancien moulin à vent qui y était situé et dans lequel un sieur Joly avait établi un restaurant.

## Historique
Cette rue résulte de la fusion de :
- l'impasse du Moulin-Joly à partir de la rue Jean-Pierre-Timbaud sur une longueur de 173 m. Cette partie prend sa dénomination actuelle par arrêté du 9 décembre 1929 ;
- la cité Nys, du nom d'un propriétaire, pour la partie allant jusqu'à la rue de l'Orillon[1]. Cette partie prend sa dénomination actuelle par arrêté du 22 décembre 1932.